# لیندا وویتووا
لیندا وویتووا (چکی: Linda Vojtová؛ زادهٔ ۲۲ ژوئن ۱۹۸۵) مدل اهل جمهوری چک است.
وی بابت همکاری‌اش با ویکتوریا سیکرت، آرمانی، مکس مرا، لورئال، اسکادا اس‌ای، لا پرلا و دیزل شهرت دارد.
پدربزرگِ مادریِ وی، وادیم پتروف است که آهنگسازی بیشتر قسمت‌های کارتون مول را به عهده داشت.